# Aérodrome de Thouars
L’aérodrome de Thouars (code OACI : LFCT) est une plateforme aéronautique située sur la commune de Missé, à seulement 5 km à l’est-sud-est de Thouars, dans le département des Deux-Sèvres (région Nouvelle-Aquitaine, France).
Ouvert à la circulation aérienne publique , il constitue un véritable carrefour pour les passionnés d’aviation, offrant un cadre privilégié pour la pratique de nombreuses activités aériennes. Entre aviation légère, vol à voile, parachutisme et aéromodélisme, l’aérodrome est un lieu dynamique où se côtoient amateurs, pilotes expérimentés et passionnés du patrimoine aéronautique.

## Histoire
L'aérodrome a été créé simultanément au premier aéroclub en 1937. L’aérodrome de Thouars possède une histoire riche liée à l’aviation légère et militaire. Initialement utilisé pour des opérations militaires, il est progressivement devenu un centre dynamique destiné aux activités aériennes de loisir et à la conservation du patrimoine aéronautique.

## Installations
- L’aérodrome de Thouars est équipé d’une piste en herbe orientée est-ouest (12/30), offrant une longueur de 1 100 mètrespour une largeur de 100 mètres, permettant l’exploitation d’une large gamme d’aéronefs.
- Carte VAC : Dépourvu de tour de contrôle, il fonctionne en auto-information sur la fréquence 123,355 MHz, garantissant une coordination fluide entre les pilotes évoluant sur la plateforme.  Les infrastructures de l’aérodrome comprennent :
  - Une aire de stationnement, facilitant l’accueil des avions et planeurs ;
  - Plusieurs hangars, destinés au stockage et à l’entretien des aéronefs ;
  - Une station d’avitaillement en carburant 100LL, essentielle pour les avions à moteur à piston.
  - De plus, deux webcams en temps réel permettent d’observer les conditions sur le terrain :
  - 📷 Webcam 1
  - 📷 Webcam 2

## Activités
L’aérodrome de Thouars est animé par plusieurs associations et structures qui y développent diverses activités aériennes.

### Aéroclub de Thouars
L’Aéroclub de Thouars propose des baptêmes de l’air, des vols d’initiation ainsi qu’une formation au PPL (Private Pilot License). Il met à disposition plusieurs avions légers permettant aux passionnés de découvrir le pilotage ou de se perfectionner.

### Section Planeur
La section vol à voile offre la possibilité d’apprendre et de pratiquer le planeur. Grâce à un treuil et à des remorqueurs, les pilotes peuvent évoluer au sein d’une région propice aux ascendances thermiques. L’association organise régulièrement des stages et des journées de découverte. ( site web du club de planeur)

### Aéromodélisme
Un club d’aéromodélisme est également présent sur l’aérodrome. Il permet aux passionnés de piloter des modèles réduits d’avions, de planeurs et de drones dans un cadre sécurisé et encadré.

### Les Ailes Anciennes de Thouars
L’association Les Ailes Anciennes de Thouars œuvre pour la préservation du patrimoine aéronautique. Elle restaure et entretient d’anciens aéronefs, contribuant ainsi à la transmission de l’histoire de l’aviation locale et nationale.